# Chernovite-(Ce)
La chernovite-(Ce) è un minerale.